# Aeroportul Udaipur
Aeroportul Udaipur (IATA: UDR, ICAO: VAUD) este un aeroport din Rajasthan, India ce deservește zona Udaipur. Aeroportul a fost tranzitat în decembrie 2022 de 175.642 de pasageri. A fost numit după zona deservită.
Situat la o altitudine de 513 m, aeroportul dispune de o singură pistă. Este operat de Airports Authority of India⁠(d).